# Genesius Římský
Genesius Římský (3. století? - 303 Řím) byl křesťanský mučedník, patron divadelních umělců a hudebníků. V umění bývá zobrazován jako mladík se strunným hudebním nástrojem, maskou a křtitelnicí.

## Život
Podle legendy hrál divadlo. Jednoho představení se účastnil císař Dioklecián, který si přál, aby pobavil publikum tím, že ve hře zesměšní křesťanský obřad přijmání svátosti křtu. Když na něho nalili vodu, prohlásil se Genesius za křesťana. Dioklecián si zpočátku užíval realistickou hru, ale když zjistil, že Genesius zůstal vážný, nařídil, aby byl mučen a následně sťat. Byl pohřben na Via Tiburtina.

## Úcta
Samotná existence Genesia je zpochybněna. Legenda patrně vznikla na základě historický doloženého sv. Genesia z Arles, notáře, který zemřel v Arles roku 303 jako mučedník za vlády císaře Maximiana. Následně se jeho kult rozšířil do Říma a již v 6. století začal být považován za římského mučedníka, který byl pohřben v Římě. Později tato mylná víra pomohla vytvořit úplně smyšlený příběh, který světce změnil v herce a komika, který konvertoval ke křesťanství v průběhu divadelního představení anti-křesťanské satiry. Podobný příběh byl vyprávěn také o Gelasiu z Heliopolis, který zemřel roku 297. Legenda byla zdramatizována v 15. století a dále v roce 1869 v oratoriu "Polus Atella" Heinricha Löwyho a také v roce 1892 v díle Felixe Weingartnera. Byl uctíván již ve 4. století a velmi brzy byl postaven v Římě i kostel na jeho počest. Opraven a zkrášlen pak byl papežem sv. Řehořem III. v roce 741.